# غاريث إيفانز (رباع)
غاريث إيفانز (بالإنجليزية: Gareth Evans) هو رباع بريطاني، ولد في 18 أبريل 1986 في دندي في المملكة المتحدة.

## وصلات خارجية
- غاريث إيفانز على موقع الاتحاد الدولي (الإنجليزية)
- غاريث إيفانز على موقع الاتحاد الدولي (الإنجليزية)
- غاريث إيفانز على موقع اللجنة الأولمبية الدولية (الإنجليزية)
- غاريث إيفانز على موقع أوليمبيديا (الإنجليزية)
- غاريث إيفانز على موقع اللجنة الأولمبية البريطانية (الإنجليزية)